# Croton subasperrimum
Espèce
Croton subasperrimum est une espèce de plantes à fleurs du genre Croton et de la famille des Euphorbiaceae, présente au Brésil (Amazonas).